# VBulletin
vBulletin은 MH Sub I, LLC doing business as vBulletin(과거에는 젤소프트 엔터프라이지즈, vBulletin Solutions)에 의해 인수된 사유 인터넷 포럼 소프트웨어 패키지이다. PHP로 개발되어 있으며 MariaDB나 MySQL 데이터베이스 서버를 사용한다. 유사 제품으로는 XenForo, 워드프레스, 줌라, 드루팔, MyBB, phpBB 등이 있다.

## 같이 보기
- BBCode